# Super League IV
Die Super League IV (aus Sponsoringgründen auch als JJB Sport Super League IV bezeichnet) war im Jahr 1999 die vierte Saison der Super League in der Sportart Rugby League. Nachdem sie bereits den ersten Tabellenplatz nach Ende der regulären Saison belegten, schafften die Bradford Bulls es ins Super League Grand Final, in dem sie 6:8 gegen den St Helens RLFC verloren. Dieser gewann damit zum zweiten Mal die Super League.

## Tabelle
|     | Team                       | Spiele | Siege | Unent. | Ndlg. | Spiel- punkte | Diff. | Tabellen- punkte |
| --- | -------------------------- | ------ | ----- | ------ | ----- | ------------- | ----- | ---------------- |
| 01. | Bradford Bulls             | 30     | 25    | 1      | 4     | 897:445       | + 452 | 51               |
| 02. | St Helens                  | 30     | 23    | 0      | 7     | 1034:561      | + 473 | 46               |
| 03. | Leeds Rhinos               | 30     | 22    | 1      | 7     | 910:558       | + 352 | 45               |
| 04. | Wigan Warriors             | 30     | 21    | 1      | 8     | 877:390       | + 487 | 43               |
| 05. | Castleford Tigers          | 30     | 19    | 3      | 8     | 712:451       | + 261 | 41               |
| 06. | Gateshead Thunder          | 30     | 19    | 1      | 10    | 775:576       | + 199 | 39               |
| 07. | Warrington Wolves          | 30     | 15    | 1      | 14    | 700:717       | − 17  | 31               |
| 08. | London Broncos             | 30     | 13    | 2      | 15    | 644:708       | − 64  | 28               |
| 09. | Halifax Blue Sox           | 30     | 11    | 0      | 19    | 573:792       | - 219 | 22               |
| 10. | Sheffield Eagles           | 30     | 10    | 1      | 19    | 518:818       | − 300 | 21               |
| 11. | Wakefield Trinity Wildcats | 30     | 10    | 0      | 20    | 608:795       | − 187 | 20               |
| 12. | Salford City Reds          | 30     | 6     | 1      | 23    | 526:916       | − 390 | 13               |
| 13. | Hull Sharks                | 30     | 5     | 0      | 25    | 422:921       | − 499 | 10               |
| 14. | Huddersfield Giants        | 30     | 5     | 0      | 25    | 463:1011      | − 548 | 10               |

## Playoffs

### Qualifikations/Ausscheidungs-Playoffs
| 17. September | St Helens | 38 : 14 | Leeds Rhinos | Knowsley Road, St Helens Zuschauer: 9.585 Schiedsrichter: Steve Presley |
| 17. September |           |         |              | Knowsley Road, St Helens Zuschauer: 9.585 Schiedsrichter: Steve Presley |

| 19. September | Wigan Warriors | 10 : 14 | Castleford Tigers | JJB Stadium, Wigan Zuschauer: 13.374 Schiedsrichter: Stuart Cummings |
| 19. September |                |         |                   | JJB Stadium, Wigan Zuschauer: 13.374 Schiedsrichter: Stuart Cummings |

| 24. September | Leeds Rhinos | 16 : 23 | Castleford Tigers | Headingley Carnegie Stadium, Leeds Zuschauer: 16.912 Schiedsrichter: Stuart Cummings |
| 24. September |              |         |                   | Headingley Carnegie Stadium, Leeds Zuschauer: 16.912 Schiedsrichter: Stuart Cummings |

| 26. September | Bradford Bulls | 40 : 4 | St Helens | Odsal Stadium, Bradford Zuschauer: 16.126 Schiedsrichter: Steve Presley |
| 26. September |                |        |           | Odsal Stadium, Bradford Zuschauer: 16.126 Schiedsrichter: Steve Presley |

### Halbfinale
| 3. Oktober | St Helens | 36 : 6 | Castleford Tigers | Knowsley Road, St Helens Zuschauer: 11.212 Schiedsrichter: Stuart Cummings |
| 3. Oktober |           |        |                   | Knowsley Road, St Helens Zuschauer: 11.212 Schiedsrichter: Stuart Cummings |

### Grand Final
| 9. Oktober 1999 | Bradford Bulls                        | 6 : 8         | St Helens                                                  | Old Trafford, Trafford Zuschauer: 50.717 Schiedsrichter: Stuart Cummings |
| 9. Oktober 1999 | Versuche: Paul Erhöhungen: Paul (1/1) | (6:2) Bericht | Versuche: Iro Erhöhungen: Long (1/1) Straftritte: Long (1) | Old Trafford, Trafford Zuschauer: 50.717 Schiedsrichter: Stuart Cummings |

| 28                 | Stuart Spruce   |
| 2                  | Tevita Vaikona  |
| 20                 | Scott Naylor    |
| 5                  | Michael Withers |
| 17                 | Leon Pryce      |
| 6                  | Henry Paul      |
| 1                  | Robbie Paul     |
| 10                 | Paul Anderson   |
| 9                  | James Lowdes    |
| 29                 | Stuart Fielden  |
| 15                 | David Boyle     |
| 23                 | Bernard Dwyer   |
| 13                 | Steve McNamara  |
| Auswechselspieler: |                 |
| 7                  | Paul Deacon     |
| 4                  | Nathan McAvoy   |
| 12                 | Mike Forshaw    |
| 22                 | Brian McDermott |

| 1                  | Paul Atcheson     |
| 14                 | Chris Smith       |
| 3                  | Kevin Iro         |
| 4                  | Paul Newlove      |
| 5                  | Anthony Sullivan  |
| 13                 | Paul Sculthorpe   |
| 20                 | Tommy Martyn      |
| 8                  | Apollo Perelini   |
| 9                  | Keiron Cunningham |
| 10                 | Julian O’Neill    |
| 2                  | Freddie Tuilagi   |
| 21                 | Sonny Nickle      |
| 11                 | Chris Joynt       |
| Auswechselspieler: |                   |
| 26                 | Paul Wellens      |
| 7                  | Sean Long         |
| 6                  | Sean Hope         |
| 16                 | Vila Matautia     |